# Menditte
Menditte ist eine französische Gemeinde mit 207 Einwohnern (Stand 1. Januar 2022) im Département Pyrénées-Atlantiques in der Region Nouvelle-Aquitaine (vor 2016 Aquitanien). Die Gemeinde gehört zum Arrondissement Oloron-Sainte-Marie und zum Kanton Montagne Basque (bis 2015 Kanton Mauléon-Licharre).
Der Name in der baskischen Sprache lautet Mendikota. Die Einwohner werden entsprechend Mendikotar genannt.

## Geographie
Menditte liegt ca. 35 km westlich von Oloron-Sainte-Marie in der historischen Provinz Soule im französischen Teil des Baskenlands.
Umgeben wird Menditte von den Nachbargemeinden:
|             | Gotein-Libarrenx                            | Roquiague             |
| Idaux-Mendy | Kompassrose, die auf Nachbargemeinden zeigt | Sauguis-Saint-Étienne |
|             | Ossas-Suhare                                |                       |

Menditte liegt im Einzugsgebiet des Flusses Adour. Der Saison, ein Nebenfluss des Gave d’Oloron, strömt zusammen mit seinen Nebenflüssen,
- dem Ibarra Erreka,
- dem Espileko Erreka und
- dem Ruisseau d’Ordoby

durch das Gebiet der Gemeinde ebenso wie der Ruisseau Bassagaits, ein Zufluss des Lausset.

## Geschichte
Eine frühe Besiedelung des Landstrichs lässt sich anhand des Fundes eines Dolmens, einer urgeschichtlichen Grabstätte, zurückverfolgen.
Toponyme und Erwähnungen von Menditte waren:
- Mendite und Medita (1454 bzw. 1471, Urkunden des Domkapitels von Bayonne) und
- Menditte (1750, Karte von Cassini).[4][5]

### Einwohnerentwicklung
Nach einem Höchststand der Einwohnerzahl mit rund 550 Einwohnern in der Mitte des 19. Jahrhunderts reduzierte sich die Zahl bei kurzen Erholungsphasen bis zu den 1980er Jahren auf ein Niveau von rund 200, das bis heute gehalten wird.
| Jahr      | 1962 | 1968 | 1975 | 1982 | 1990 | 1999 | 2006 | 2009 | 2022 |
| --------- | ---- | ---- | ---- | ---- | ---- | ---- | ---- | ---- | ---- |
| Einwohner | 262  | 253  | 224  | 203  | 214  | 187  | 211  | 217  | 207  |

Quellen: EHESS/Cassini bis 1999,

## Sehenswürdigkeiten

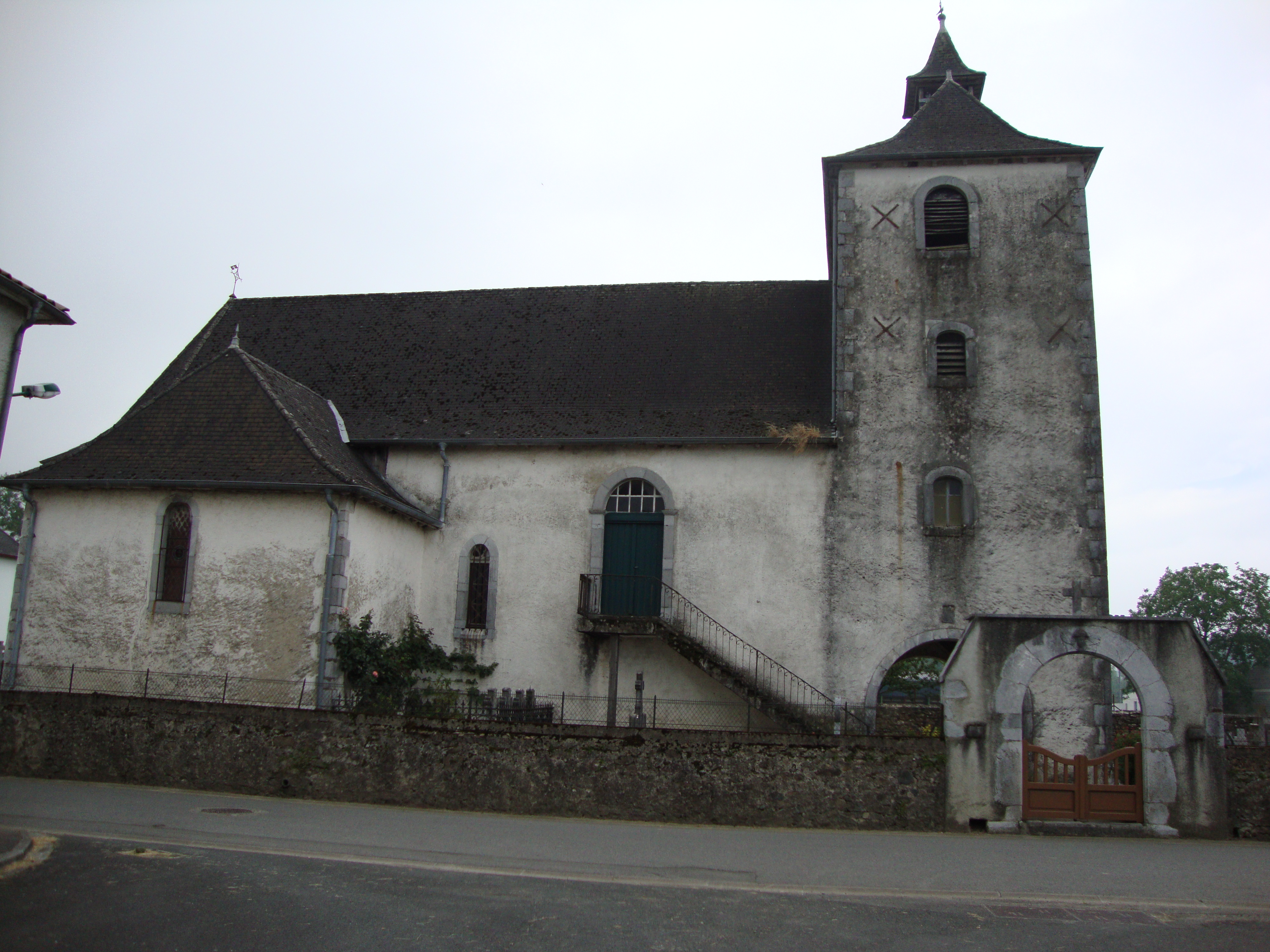
Pfarrkirche de l’Assomption

- Pfarrkirche, gewidmet Mariä Himmelfahrt. Der Eingangsvorbau an der Basis des Glockenturms ist durch mehrere Rundbögen geöffnet. Über einem dieser Bögen ist eine steinerne Tafel zu erkennen, in der die Jahreszahl „1700“, das Datum der Errichtung der Kirche, eingemeißelt ist. Die Tafel ist sehr schlicht gearbeitet, denn über der Zahl ist sie nur mit einem lateinischen Kreuz verziert. Eine solche Ausschmückung von Bögen ist charakteristisch für eine romanische Architektur. Ein anderer Bogen zeigt einen seltsamen Kopf mit Hut und Flügeln.[9][10] Das Dach des Glockenturms verleiht ihm ein typisch souletinisches Aussehen, denn er ist von einer Haube mit einem Dachreiter gedeckt. Auf dem Dachfirst der Haube wie auf dem Dachreiter sind zusammen drei Kreuze angebracht. Diese Anordnung wird clocher calvaire genannt, weil die Form an die Kreuzigung von Jesus Christus mit den beiden Dieben auf dem Berg Golgota erinnert und ist in der Soule weit verbreitet. Zwei Seitenkapellen formen zusammen mit dem einschiffigen Langhaus ein falsches Transept. Die Jahreszahl „1860“ über dem Eingang der Kirche belegt das Ende von umfangreichen Restaurierungsarbeiten. Gegen Ende des 19. oder zu Beginn des 20. Jahrhunderts wurden dekorative Glasfenster eingesetzt, Werke des Glasmalers Auguste Montaut aus Oloron, 2006 wurde die Sakristei vollständig renoviert.[11] Die Pfarrkirche ist mit einem Altarretabel ausgestattet, ein Werk aus Holz, Marmor und Stein. Gemäß dem ländlichen Barockstil besteht es mit dem Tabernakel zusammen aus einem Stück und demonstriert eine ökonomische Lösung für kleine Landpfarrgemeinden. Das Retabel ist mit einer Fülle von Bildern verziert, darunter viele Darstellungen von Engeln.[12]

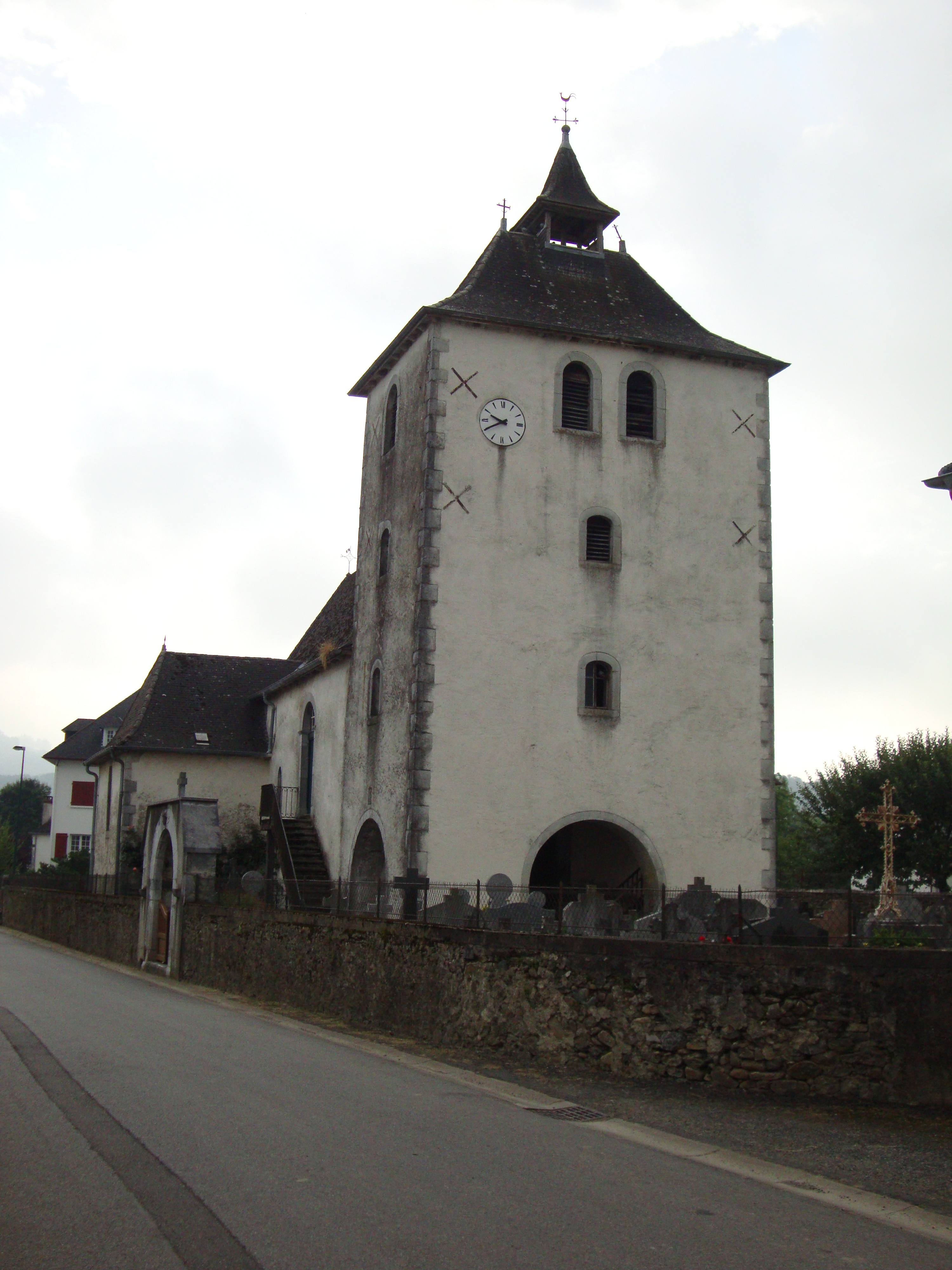
Glockenturm
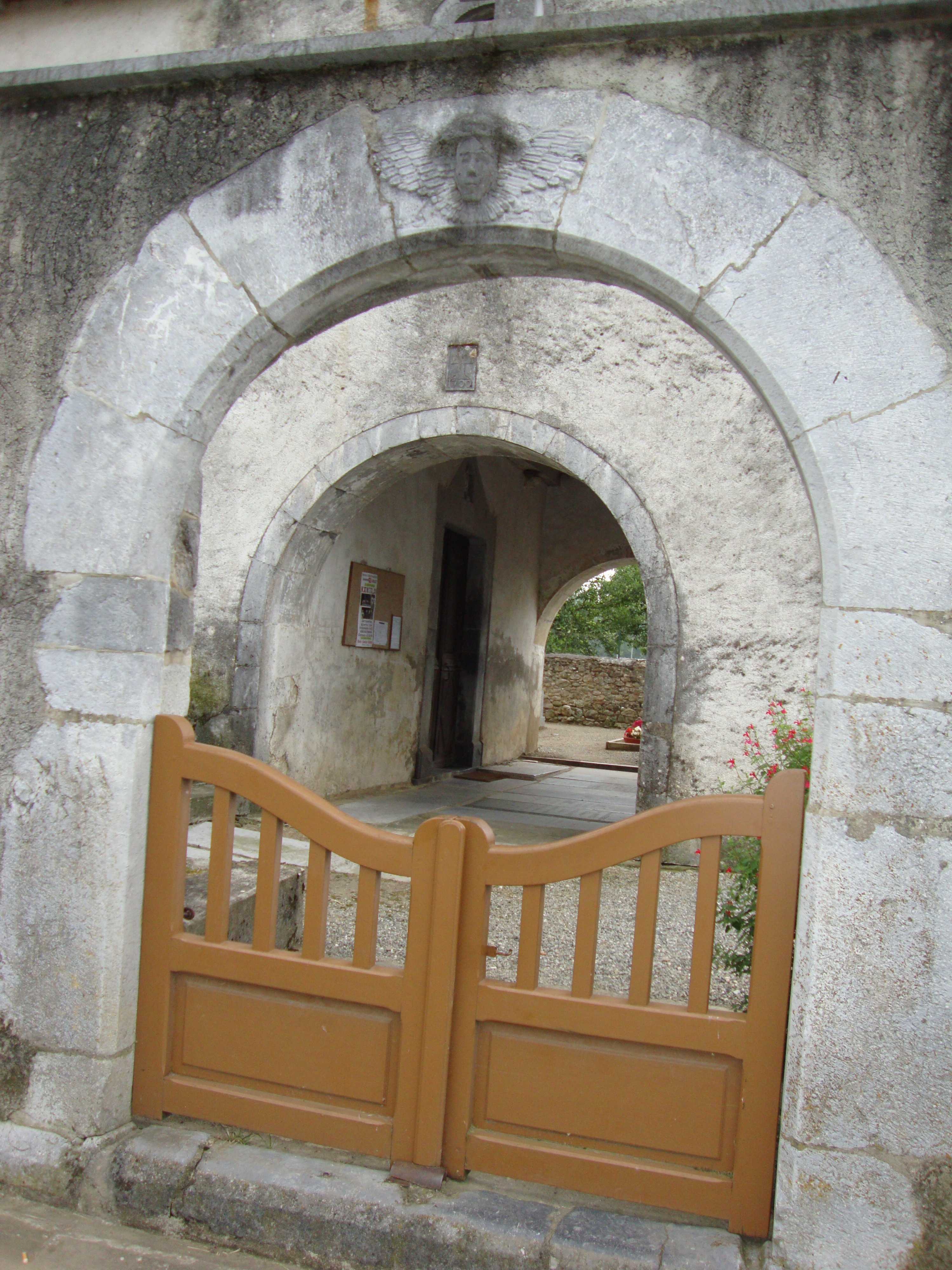
Eingangsportal
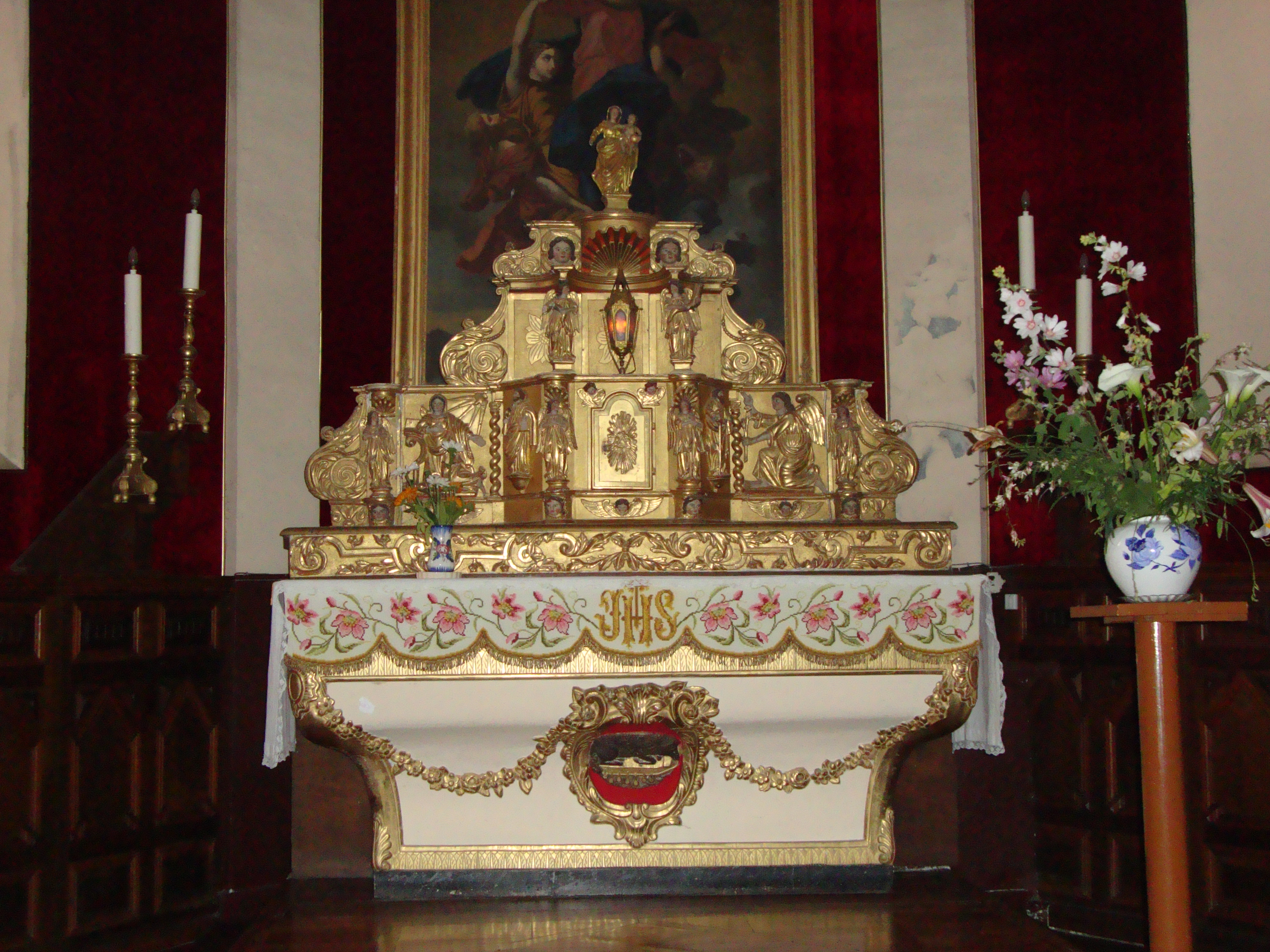
Altar

- Kapelle, gewidmet Barbara von Nikomedien. Sie befindet sich im Ortsteil Galharraga im hügeligen Gebiet rechts des Saison. Die heilige Barbara wird von den Gläubigen vor allem um Schutz vor Unwettern angerufen. Der traditionelle Ritus sieht vor, dass sich die Pilger, die sich in der Kapelle einfinden, eine Nadel in das Tuch stecken, das die Statue der Barbara umhüllt, damit sie die angetragenen Wünsche nicht vergisst. Der Sturz über dem Eingang der Kapelle ist mit einer schlichten Marmortafel versehen, auf dem unter einem Kreuz die Jahreszahl „1679“ zu erkennen ist, ein Hinweis auf die Zeit des Aufbaus der Kapelle, die Anfang 2000 vollständig restauriert wurde.[13][14]

## Wirtschaft und Infrastruktur

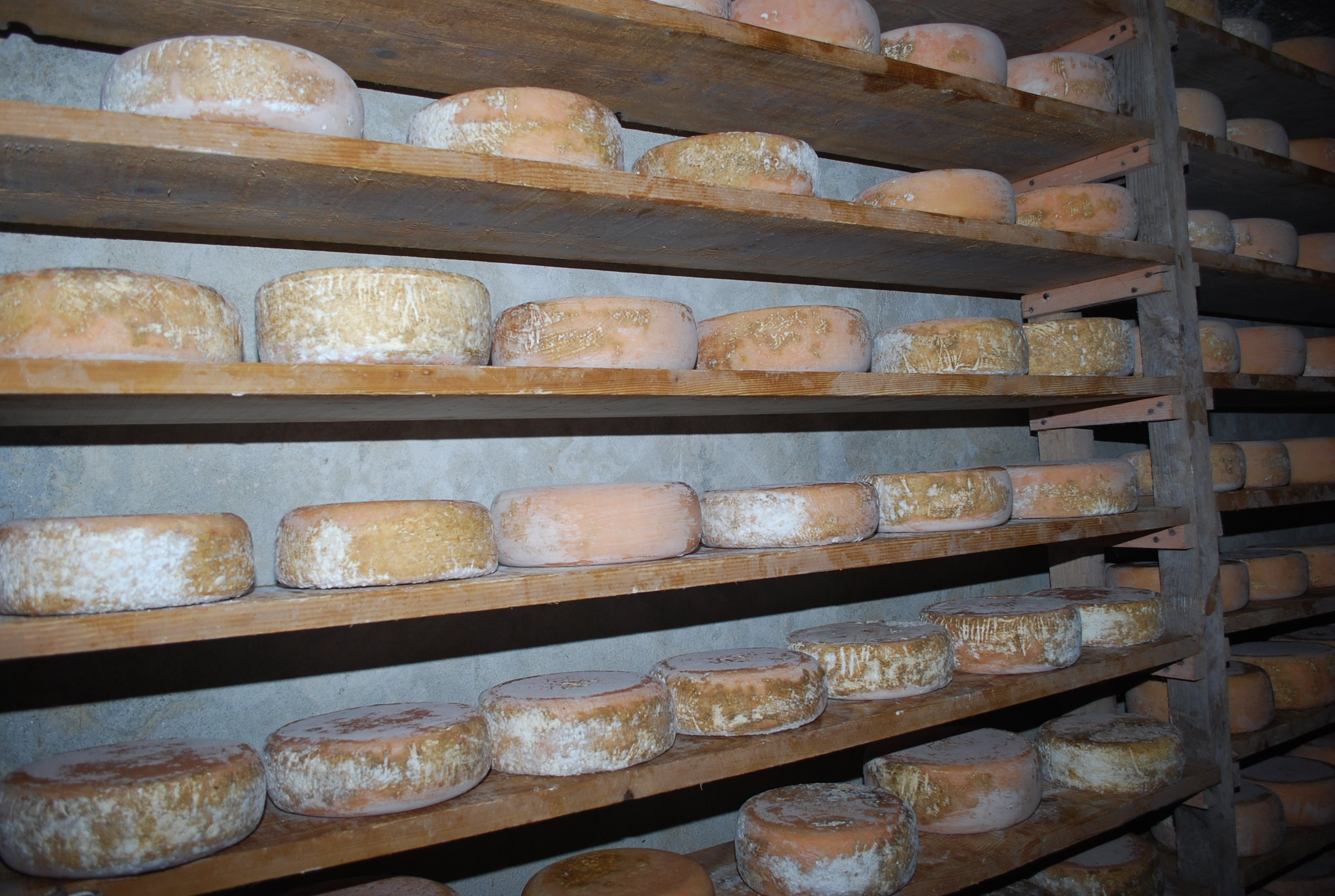
Ossau-Iraty

Die Landwirtschaft ist traditionell einer der wichtigsten Wirtschaftsfaktoren der Gemeinde. Sie basiert insbesondere auf der Schafzucht und dem Maisanbau. Menditte liegt in den Zonen AOC des Ossau-Iraty, eines traditionell hergestellten Schnittkäses aus Schafmilch, sowie der Schweinerasse und des Schinkens „Kintoa“.

### Sport und Freizeit
Der Club „US Menditte“ der Rugby Union hat eine Herren- und eine Damenmannschaft sowie eine Jugendabteilung. 2015 erlangte die Herrenmannschaft die französische Vizemeisterschaft in der vierten Serie, 2016 sogar die Meisterschaft in der dritten Serie. Die Heimspiele werden im kommunalen Stadion Etchecopaïa ausgetragen.

### Verkehr
Menditte wird durchquert von der Route départementale 918 (ehemalige Route nationale 618) und ist über eine Linie des Busnetzes Transports 64 mit anderen Gemeinden des Départements verbunden.